# Italiens Mafia
Italiens Mafia ist eine 3-teilige deutsche Doku-Dramareihe des Fernsehprogramms ZDFinfo über die Cosa Nostra und die ’Ndrangheta.

## Handlung
Die Dokureihe bietet einen Einblick in die Strukturen von Mafia-Organisationen Süditaliens.

## Episodenliste
| Nr. | Originaltitel              | Zusammenfassung | Erstausstrahlung D |
| --- | -------------------------- | --- | ------------------ |
| 1   | Paten vor Gericht          | Themen sind unter anderem die einstige Leugnung des organisierten Verbrechens von der sizilianischen Cosa Nostra, der zweite große Mafiakrieg der durch die Corleonesi ausgelöst wurde, die Arbeit des italienischen Antimafia Pools von Rocco Chinnici, der Verrat durch Tommaso Buscetta, der berüchtigte Maxi-Prozess, der darauffolgende Terror durch Salvatore „Totò“ Riina und die Tötungen von Cesare Terranova, Salvatore Lima, Giovanni Falcone und Paolo Borsellino.           | 9. Dez. 2017       |
| 2   | Die Frauen der Cosa Nostra | Themen sind unter anderem Witwen von Mafiosi die Vendetta fordern, die Herrschaft von Salvatore „Totò“ Riina, Riinas Frau Ninetta Bagarella und ihr Leben in den Strukturen der Mafia, die Informantin Rita Atria aus Partanna und die dortigen internen Konflikte zweier Mafia-Clans, Vito Vitale aus Partinico und dessen Schwester Giuseppa „Giusy“ Vitale die zwangsläufig eine Rolle als erster weiblicher inoffizieller Clan-Chef übernahm, nachdem ihre Brüder inhaftiert wurden. | 9. Dez. 2017       |
| 3   | Der Clan der Ndrangheta    | Themen sind unter anderem der Aufstieg der ’Ndrangheta zur vermeintlich mächtigsten Mafia-Organisation der Welt, ihre anfänglichen Geldeinnahmen durch Entführungen und Lösegeldforderungen, der spätere Einfluss im Drogenhandel, die Blutsbande sowie die Struktur und Hierarchie der Organisation, von der ’Ndrangheta erbaute unterirdische Tunnelsysteme und Bunker, die Mafia-Hochburg namens Rosarno, der Verrat durch die Informantin Giuseppina „Giusy“ Pesce.                  | 9. Dez. 2017       |